# 프란체스코 코시가
프란체스코 코시가(이탈리아어: Francesco Cossiga, 1928년 7월 26일 ~ 2010년 8월 17일)는 이탈리아의 정치인이다. 1979년부터 1980년까지 제43대 국무총리를 지냈으며, 1985년부터 1992년까지 제8대 대통령을 지냈다. 퇴임 후에는 후임인 오스카르 루이지 스칼파로(Oscar Luigi Scalfaro)를 비롯한 대부분의 다른 대통령들처럼 종신 상원의원을 지냈다.

## 약력
코시카는 사르디니아 북부의 사사리에서 태어났다. 제2차 세계대전 때부터 정치활동을 시작했다. 사사리 대학교에서 법률을 전공하였고 헌법을 가르쳤다.
알도 모로(Aldo Moro)정권과 줄리오 안드레오티(Giulio Andreotti)정권 하에서 내무장관을 지냈다. 그러던 1978년 알도 모로가 살해되었고, 그는 이에 장관직을 사임하였다. 이듬해 산드로 페르티니(Sandro Pertini)대통령은 그를 총리로 임명하였다.
1980년 총리직을 사임하였다. 5년 후 대통령으로 당선되었다.

## 대통령
1985년 간접 선거로 당선되었다. 그해 7월 3일 정식으로 업무를 수행하기 시작했다.
그의 임기 말에는 여러 가지 일들이 일어났다. 냉전이 끝나는 가 하면 베를린 장벽이 붕괴되었기 때문이다. 그는 이에 대해 "이탈리아 공산당이 책임을 져야 한다"고 주장하기도 했다. 1992년 스칼파로가 후임으로 당선된 상태에서, 임기 종료를 앞두고 조기 사임했다.

## 말년
이탈리아 헌법에 따르면, 대통령은 퇴임 후 종신 상원의원을 하게 되어있다. 다른 대통령들처럼 그도 퇴임 후 종신 상원의원으로 선출되었다. 2010년 호흡기 질환으로 사망하였다. 향년 82세.

## 이름과 가족
그의 성씨인 코시가(Cossiga)는 '코르시카'를 의미하기도 한다. 보통 '코시가'로 표기하지만, 정확한 발음은 '콧시가'에 가깝다.
주세페 시구라니와 결혼했으며, 슬하에 1남 1녀를 두고 있다. 아들인 주세페 코시가(Giuseppe Cossiga)도 정치인으로 활동하고 있다. 이탈리아 공산당원인 엔리코 베를링게르(Enrico Berlinguer)의 사촌이기도 하다.

## 참조
1. ↑  연합뉴스 (2010년 8월 18일). “코시가 이탈리아 전 대통령 별세”. 2012년 10월 31일에 확인함.
2. ↑  (이탈리아어) Mio cugino Berlinguer: Cossiga racconta un leader (코시가는 잔 안토니오 스텔라와의 인터뷰에서 엔리코 베를링게르에 대한 인터뷰를 하였다. – 코리에레 델라 세라, 2004년 6월 10일)

| 이탈리아 국기. | 제8대 이탈리아 대통령          | 재임 당시의 대통령 깃발.       |
| --- | ------------------------------ | ------------------------------ |
| 전 임 산드로 페르티니 | 1985년 7월 6일~1992년 4월 28일 | 후 임 오스카르 루이지 스칼파로 |
| 엔리코 데 니콜라 · 루이지 에이나우디 · 조반니 그론키 · 안토니오 세니 · 주세페 사라가트 · 조반니 레오네 · 산드로 페르티니 · 프란체스코 코시가 · 오스카르 루이지 스칼파로 · 카를로 아첼리오 참피 · 조르조 나폴리타노 · 세르조 마타렐라 |                                |                                |